# Nektartangara
Nektartangara (Chlorophanes spiza) är en fågel i familjen tangaror inom ordningen tättingar.

## Utseende
Nektartangaran är en praktfull liten tangara med kort nedåtböjd näbb. Hanen har unikt grönblå fjäderdräkt med banangul näbb och svart huva. Honan liknar rödbent nektarkrypare men är större och mer färgglad med helt grön fjäderdräkt, gul undre näbbhalva och gråaktiga ben.

## Utbredning och systematik
Nektartangara placeras som enda art i släktet Chlorophanes. Den delas in i sju underarter med följande utbredning:
- Chlorophanes spiza guatemalensis – södra Mexiko (Oaxaca) till Guatemala, Belize och Honduras
- Chlorophanes spiza argutus – ostligaste Honduras till nordvästra Colombia
- Chlorophanes spiza exsul – tropiska sydvästra Colombia till västra Ecuador och nordvästligaste Peru
- Chlorophanes spiza subtropicalis – Anderna i Colombia och västra Venezuela
- Chlorophanes spiza caerulescens – sydöstra Colombia till östra Ecuador, östra Peru och västra Bolivia
- Chlorophanes spiza spiza – östra Colombia till Venezuela, Guyana och norra Brasilien, och på Trinidad
- Chlorophanes spiza axillaris – kustnära östra Brasilien (från Pernambuco till Santa Catarina)

## Levnadssätt
Nektartangaran hittas i fuktiga städsegröna skogskanter, plantage och trädgårdar. Ibland ses den i artblandade flockar med både nektarkrypare och eufonior. Den uppträder ofta i par, födosökande på alla nivåer i fuktbärande träd och buskar.

## Status och hot
Arten har ett stort utbredningsområde, men tros minska i antal, dock inte tillräckligt kraftigt för att den ska betraktas som hotad. Internationella naturvårdsunionen IUCN listar arten som livskraftig (LC). Beståndet uppskattas till i storleksordningen en halv till fem miljoner vuxna individer.

## Bilder

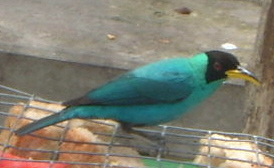
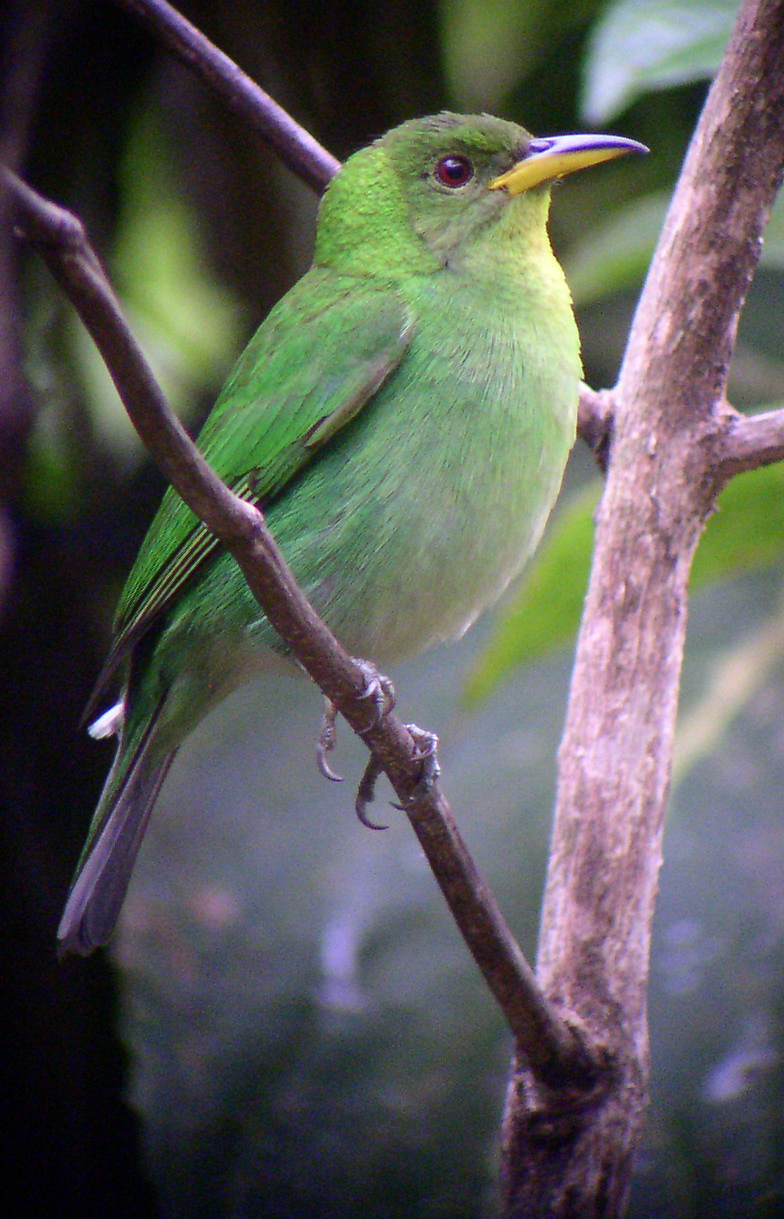
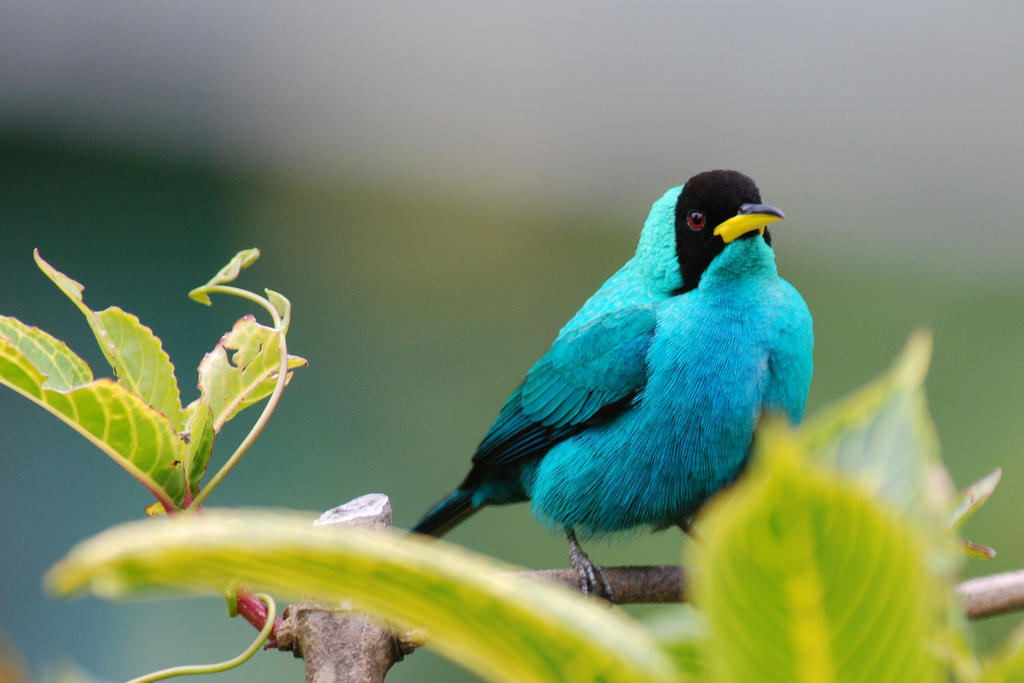
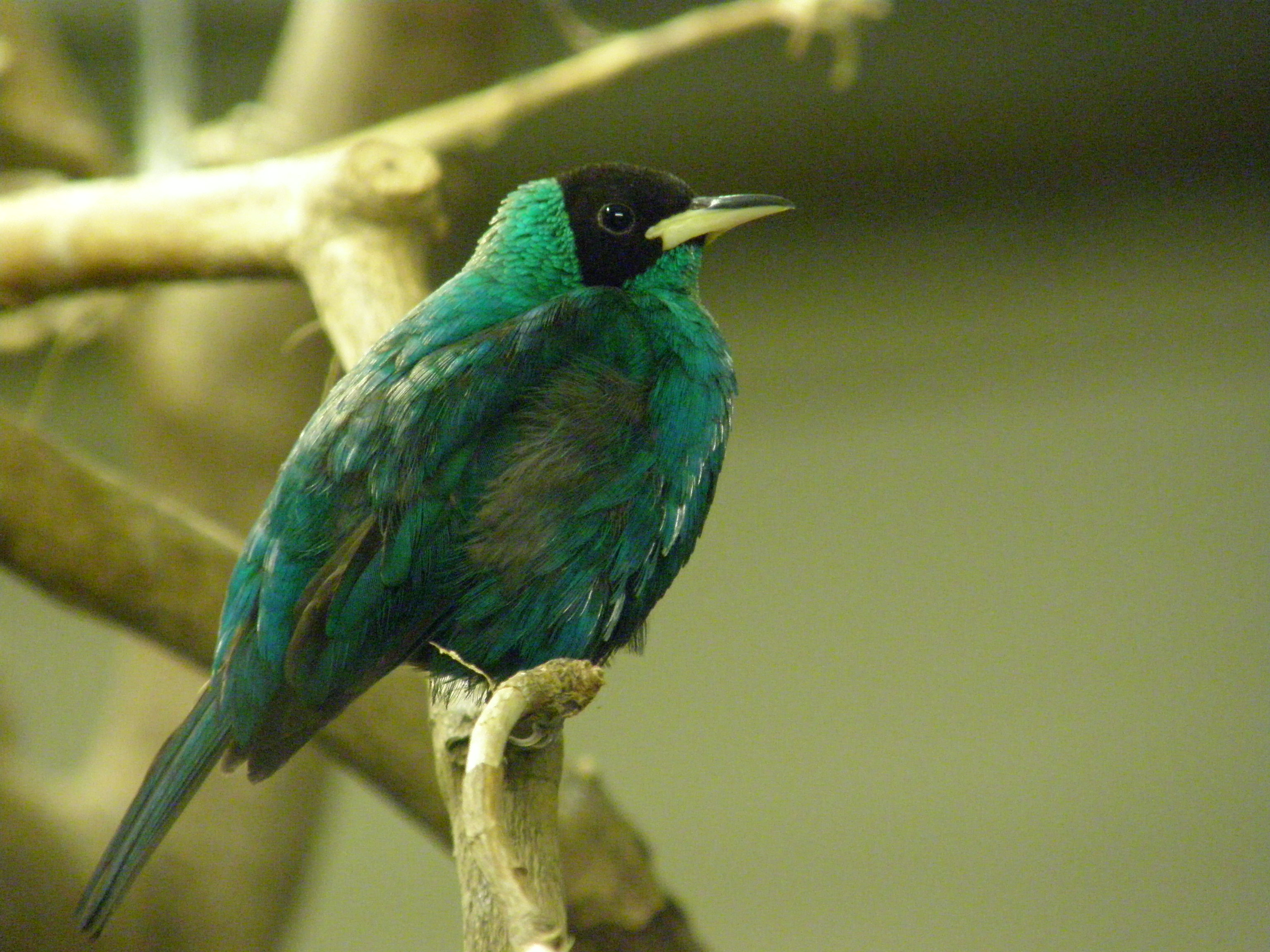
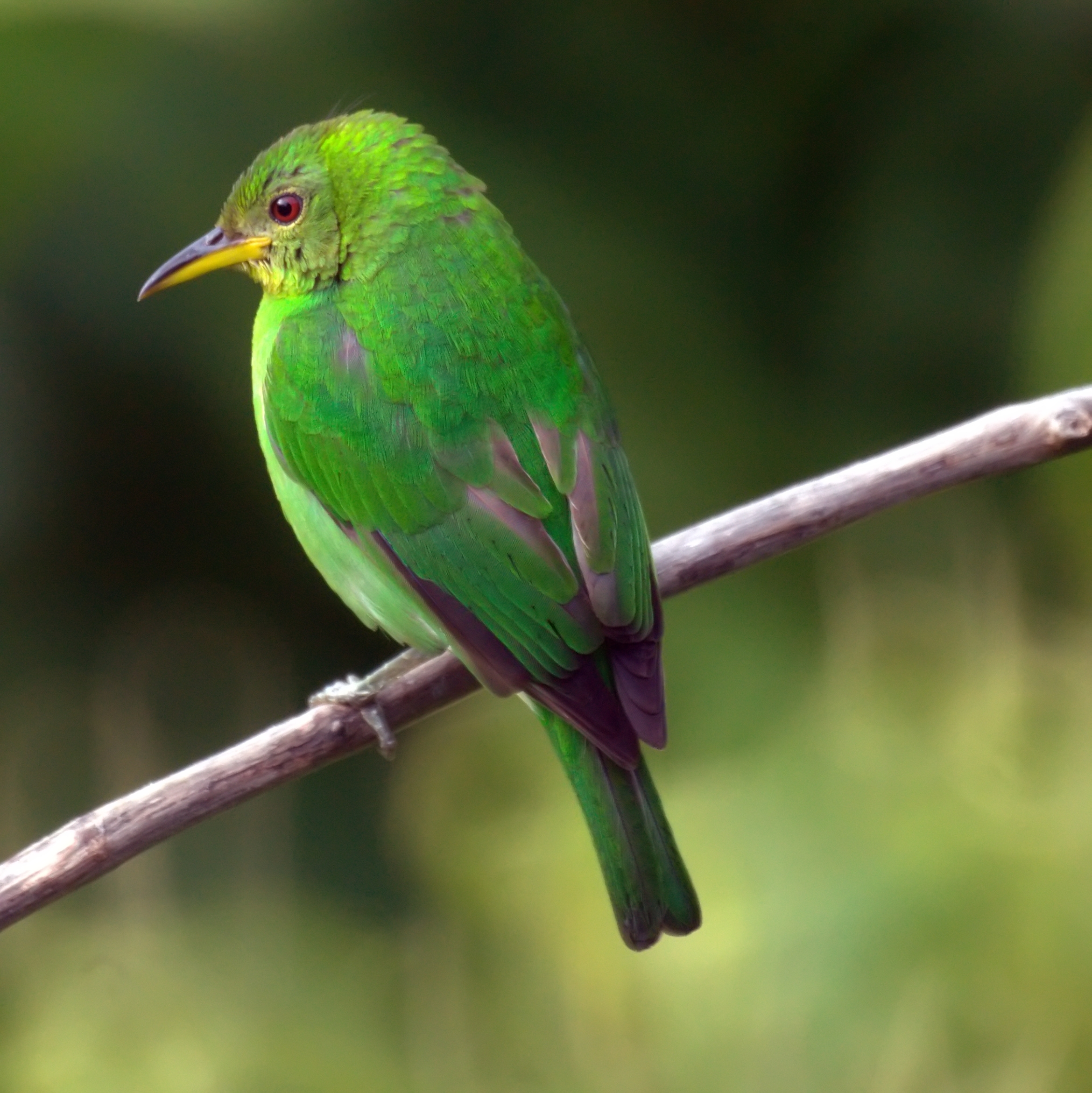
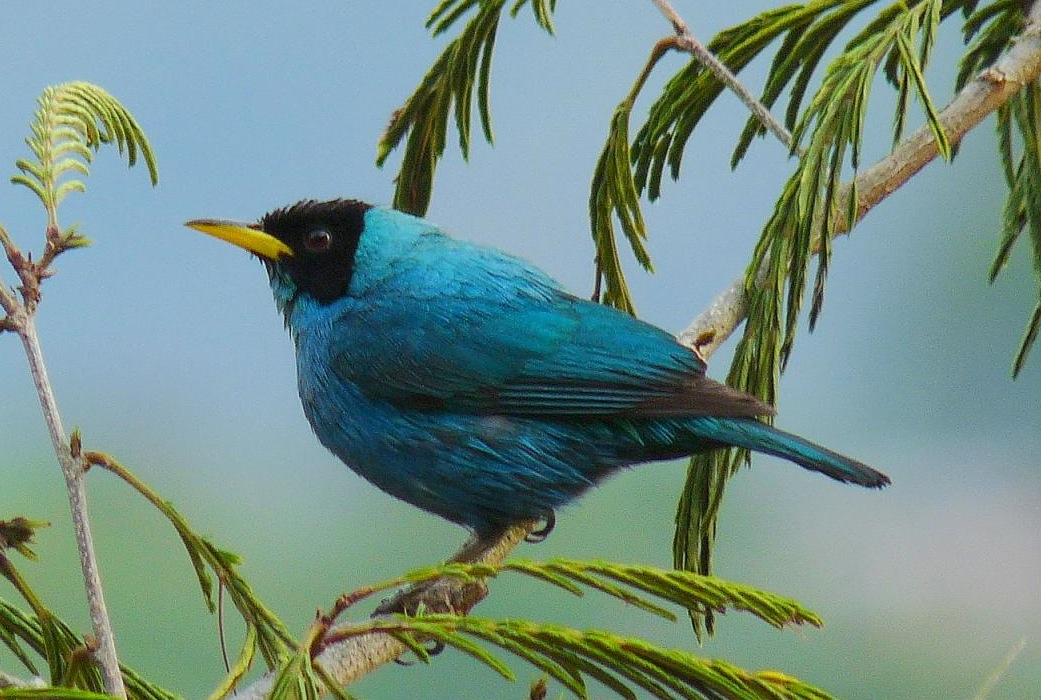
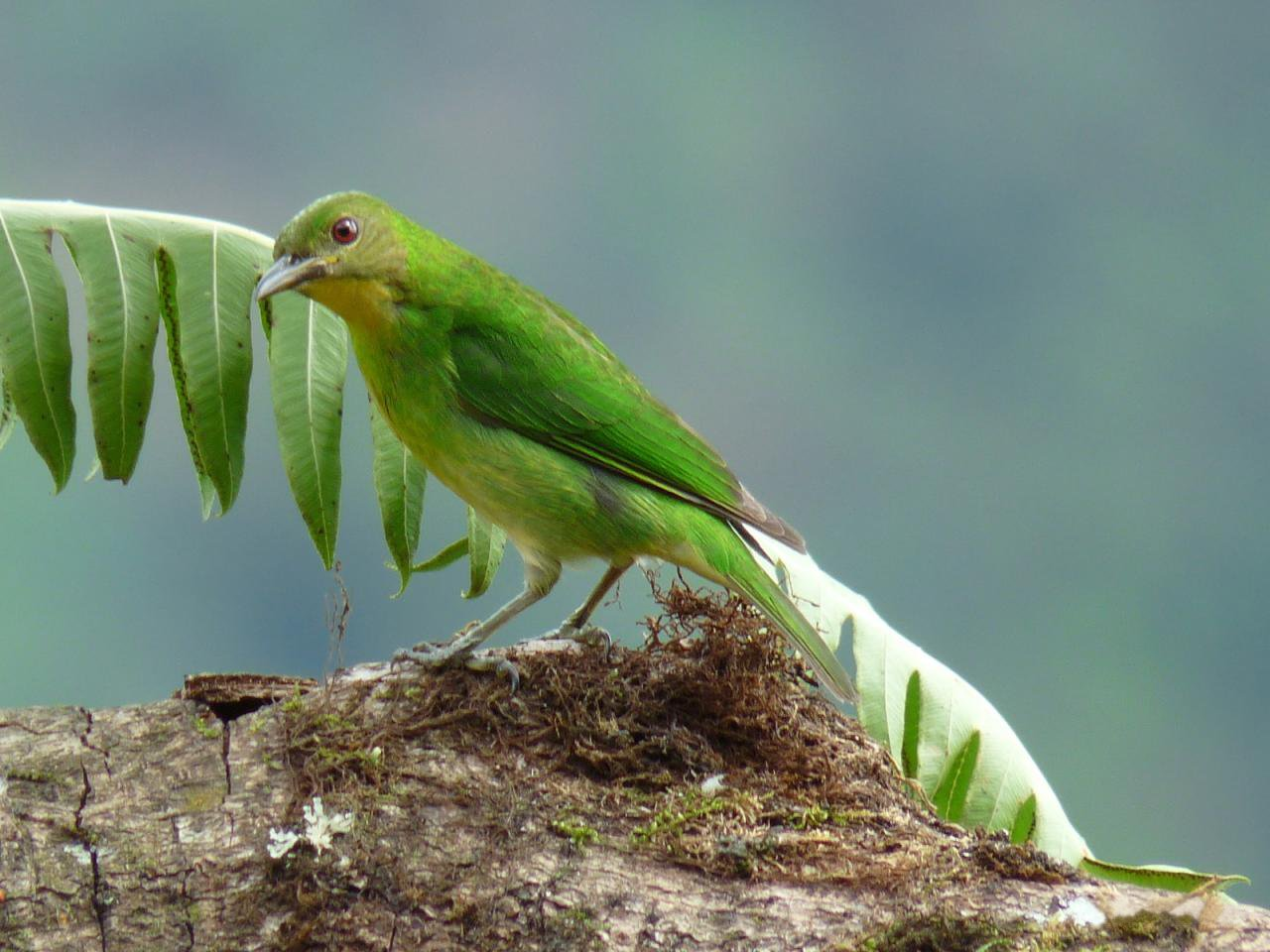